# Wasserburg Haus Küchen (Ahlen)
Die Wasserburg Haus Küchen ist eine ehemalige Wasserburg und Adelssitz der Grafen von der Mark bei Ahlen in Nordrhein-Westfalen.

## Geschichte
Haus Küchen wurde 1392 erstmals in den Lehnsbüchern der Grafen von der Mark im Besitz des Dietrich von Cloedt erwähnt. Dieser musste die Burg damals neu an der Stelle des wüst gefallenen Hoinghofes errichten, von dem 1954 noch die unweit gelegene Speicherinsel sichtbar war. Das klevisch-märkische Lehen fiel 1502 durch die Heirat der Erbtochter Elseke mit Hermann von Mallinckrodt an die Familie von Mallinckrodt, in deren Besitz es über drei Jahrhunderte verblieb. Die Familie von Mallinckrodt gehörte dem märkischen Uradel an und nannte sich nach dem Haus Mallinckrodt an der Ruhr in Herdecke. Das Herrenhaus wurde nach einem Brand 1543 neu errichtet. 1716 wurde der Ostflügel angebaut.1829 ging das Haus durch Erbschaft in den Besitz des Justizkommissars Johann Henrich Rath aus Sassenberg. 1868 wurde Haus Küchen durch Auguste Rath an Ferdinand Limbrock verkauft, dabei wurden die Ländereien aufgeteilt. Seit 1904 ist die Anlage im Besitz der Familie Schulze-Henne. Mit finanzieller Hilfe des Landeskonservators Westfalen-Lippe wurde Haus Küchen von 1962 bis 1965 restauriert. Heute befindet sich das ehemalige Rittergut in Privatbesitz und wird als Reiterhof genutzt.

## Beschreibung
Die Anlage von Haus Küchen erstreckte sich ursprünglich über fünf von Gräften umgebenen Inseln. Die Hauptinsel lag im Norden, die barocke Garteninsel im Süden und westlich davon zwei langgestreckte Wirtschaftsinseln sowie eine kleine Insel für Wasservögel. Auf den Wirtschaftsinseln standen ein Torhaus, ein Brauhaus, Stallungen und Gesindehäuser.  Das T-förmige Herrenhaus. Das zweiflügelige und zweistöckige Herrenhaus ist aus Ziegeln mit Werksteingliederungen errichtet und besitzt eine gewinkelte Freitreppe. Der Südflügel stammt aus dem 16. Jahrhundert und ist mit einem Dreistaffelgiebel ausgestattet. Der Ostflügel aus dem 18. Jahrhundert besitzt ein Krüppelwalmdach und eine Wappentafel.
Bis auf einen kleinen Rest wurde die Binnengräfte um 1900 verfüllt. Die Außengräfte blieb weitgehend erhalten.